# Rompecabezas mecánico
Un Rompecabezas mecánico es un rompecabezas presentado como un grupo de piezas mecánicas interrelacionadas.

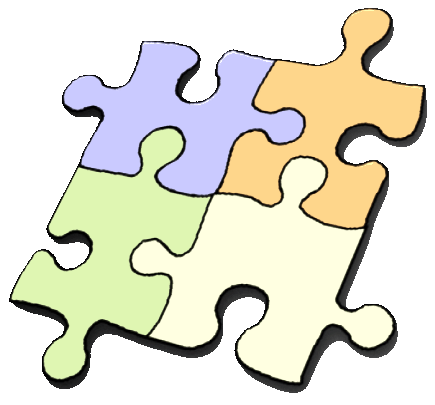
Un Rompecabezas mecánico, también llamado Puzzle (del inglés).

## Historia

### Antigüedad

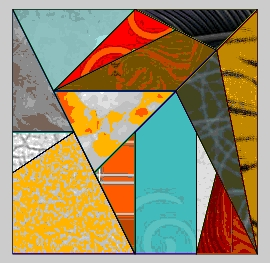
El Ostomachion

Uno de los rompecabezas mecánicos conocidos más antiguos es el Ostomachion (también escrito a veces Stomachion o Loculus de Arquímedes) que proviene de Grecia y apareció en el siglo III a. C. El juego consiste en un cuadrado dividido en 14 piezas más pequeñas que cumplen proporciones geométricas, y el objetivo era crear diferentes formas a partir de estas piezas, cosa que no era fácil de hacer debido a las reglas del juego.
La copia manuscrita más completa donde se habla del Ostomachion es la encontrada en un Palimpsesto, el llamado Palimpsesto de Arquímedes.
Ausonio nos da el nombre correcto del rompecabezas "Ostomachion" (quod Graeci vocavere Ostomachion, "lo que los griegos llamaban Ostomachion"). El Ostomachion que describe Ausonio era un rompecabezas similar a lo que después se llamaría tangram y era jugado tal vez por varias personas con piezas hechas de hueso.
Actualmente no se conoce que es más antiguo, si la versión lúdica del Ostomachion, o la investigación geométrica de la figura por parte de Arquimedes.
Sobre el Ostomachion también han hablado Mario Victorino, Enodio de Pavía y Lucrecio.

### Siglos XVII-XVIII
En Irán se han encontrado rompecabezas mecánicos que datan de principios del siglo XVII d. C..
La siguiente aparición conocida del rompecabezas está en Japón. En 1742 hay una mención de un juego llamado "Sei Shona-gon Chie No-Ita" en un libro.
También son destacables los rompecabezas creados por el ebanista y hacedor de mapas londinense John Spilsbury, quien en 1760, creó el que para unos es el inicio de los rompecabezas modernos.
Su rompecabezas fue creado con el fin de enseñar geografía. Se trataba de un mapa de Europa, pegado sobre una fina placa de madera. Con una sierra, Spilsbury cortó los países en piezas independientes, separándolos por sus fronteras.
Tiempo después esta creación fue usada como pasatiempo educativo, diseñado inicialmente para asistir dentro de la educación Británica enseñando a niños geografía, esta idea de enseñanza perduró hasta cerca de 1820.

### sigloXIX

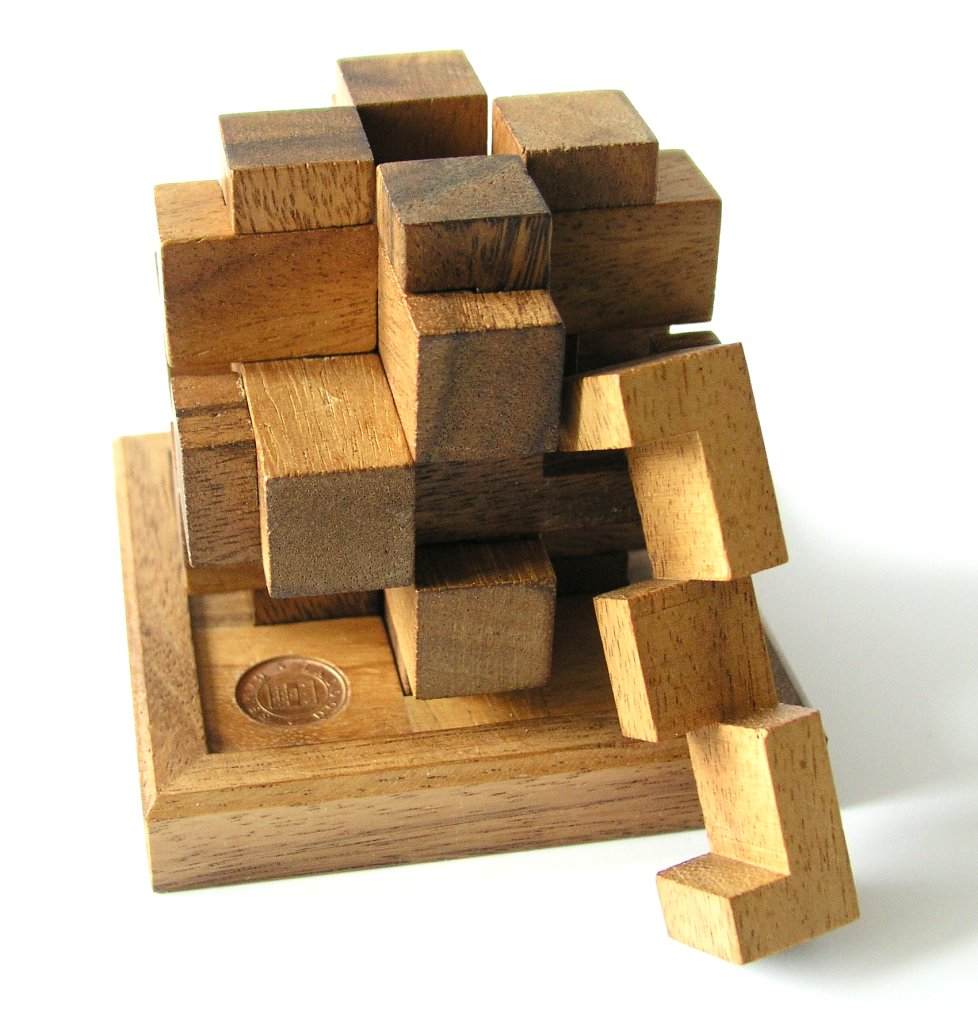
Rompecabezas diseñado por William Altekruse en 1890.

Alrededor del año 1800 el rompecabezas Tangram proveniente de China se hizo popular, y 20 años después se había extendido por Europa y América.
La empresa Richter de Rudolstadt comenzó a producir grandes cantidades de rompecabezas de tipo Tangram de diferentes formas, los llamados "Rompecabezas de Anker".
El rompecabezas que se muestra en la imagen, hecho de 12 piezas idénticas por William Altekruse en el año 1890, es un ejemplo de que los rompecabezas se popularizaron.
En 1893 el profesor Hoffman (pseudónimo de Angelo Lewis) escribió un libro llamado Puzzles; Old and New (Rompecabezas; Antiguo y Nuevo en español). Contenía, entre otras cosas, más de 40 descripciones de rompecabezas con los mecanismos secretos de apertura. Este libro se convirtió en una obra de referencia para los juegos de rompecabezas y existen copias modernas para los interesados.

### sigloXXen adelante
El comienzo del siglo XX fue una época en la que los rompecabezas estaban en gran medida de moda y se registraron las primeras patentes para rompecabezas.
Con la invención de los modernos polímeros la fabricación y manufactura de muchos rompecabezas se hizo más fácil y más barata.
Las herramientas modernas tales como cortadoras láser permiten la creación de complejos rompecabezas bidimensionales de madera o de plástico acrílico. En los últimos tiempos esto se ha convertido en predominante y se han sido diseñado rompecabezas de geometría extraordinariamente decorativa. Esto hace uso de la multitud de maneras de dividir un área en formas repetitivas.
En la actualidad, los diseñadores se valen de ordenadores para el diseño de nuevos rompecabezas. Un ordenador permite una búsqueda exhaustiva de soluciones, con la capacidad de cálculo de un ordenador, un rompecabezas puede ser diseñado de una manera tal que tenga las menores soluciones posibles, o una solución que requiera la mayor cantidad de pasos posible. La consecuencia es que la solución del rompecabezas puede ser muy difícil.
El uso de materiales transparentes permite la creación de puzles, en el que las piezas tienen que ser apiladas unas encima de otras. El objetivo es crear un patrón específico, una imagen o un gradiente de color concreto como solución. Por ejemplo, un rompecabezas se compone de varios discos en los que las secciones angulares de diferentes tamaños son de colores diferentes. Los discos tienen que ser apilados a fin de crear un círculo de color (rojo-> azul-> verde-> rojo) alrededor de los discos.

## Categorías

### Rompecabezas de ensamblado

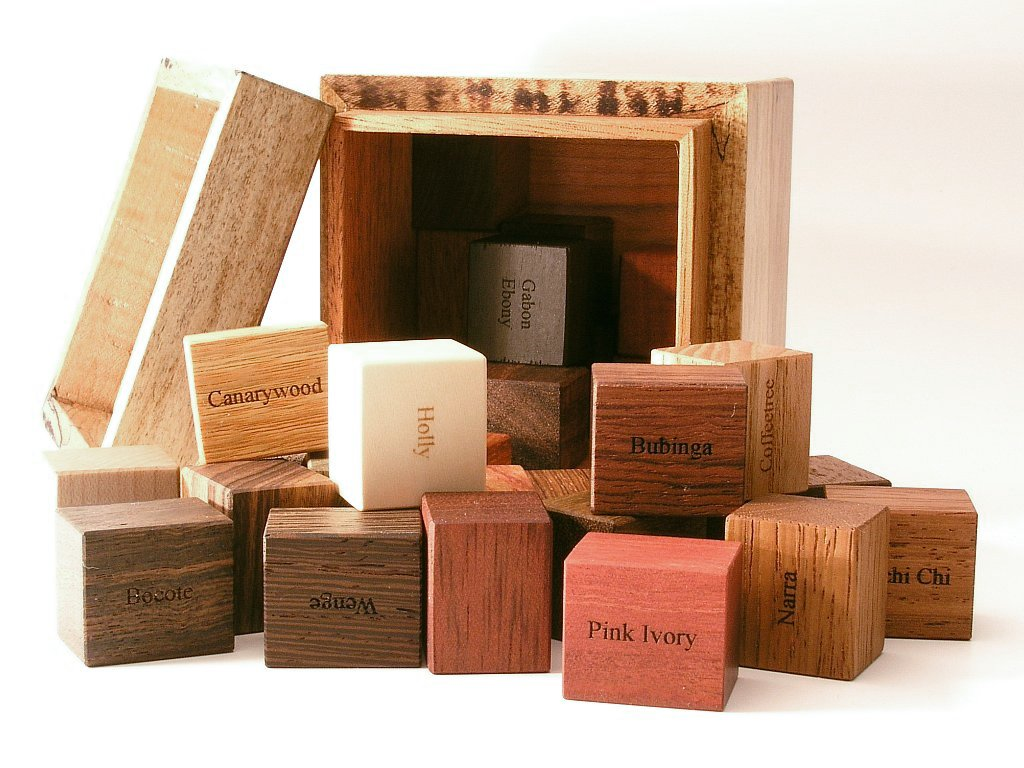
Rompecabezas del problema de empaquetado de Hoffman

En esta categoría, el rompecabezas está presente en forma de componentes, y el objetivo es producir una determinada forma.
El Cubo Soma hecho por Piet Hein, el Pentominó por Solomon Wolf Golomb y los rompecabezas anteriormente mencionados Tangram y "Rompecabezas de Anker", son ejemplos de este tipo de rompecabezas.
Además, los problemas en los que una serie de piezas tienen que estar dispuestas para caber en una caja (aparentemente demasiado pequeña) también se clasifican en esta categoría.
La imagen muestra una variante del problema de empaquetado de Hoffman. El objetivo es empaquetar 27 cuboides con longitudes laterales A, B, C en una caja de longitud lateral A + B + C, sujeto a dos restricciones:
1) A, B y C no deben de ser iguales
2) El más pequeño de los lados A, B o C debe ser mayor que: {\displaystyle (A+B+C)/4} (la suma de los tres entre cuatro)
Una posibilidad sería que A = 18, B = 20, C = 22. La caja tendría que tener las dimensiones de 60 × 60 × 60.

### Rompecabezas de desensamblado

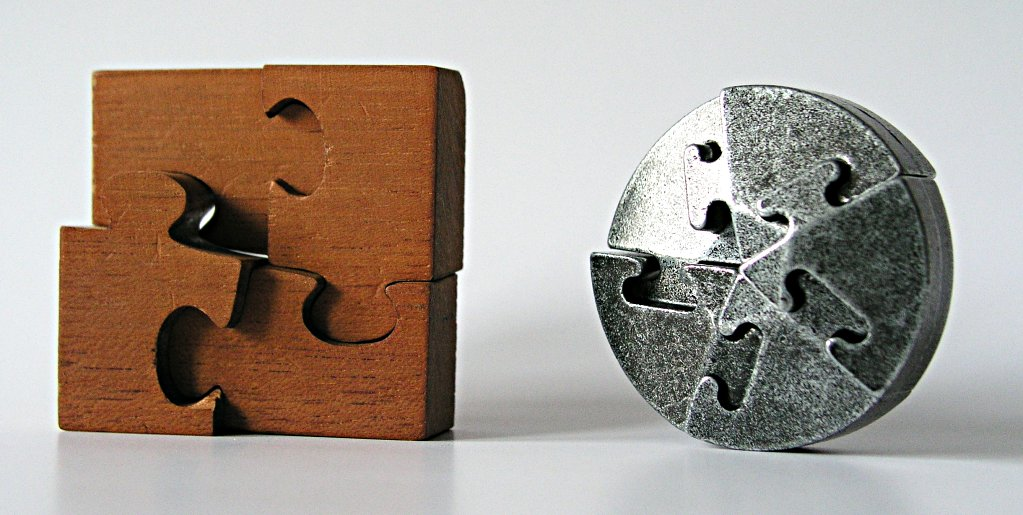
Rompecabezas de desensamblado

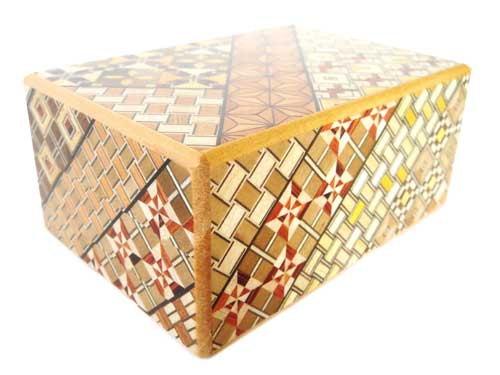
Caja rompecabezas japonesa

Los rompecabezas que entran en esta categoría por lo general se resuelven mediante la apertura o división de estos en piezas. Esto incluye los rompecabezas con mecanismos de apertura secretos, que suelen ser abiertos por Ensayo y error. Por otra parte, los rompecabezas que consisten en varias piezas metálicas unidas entre sí de alguna manera también se consideran parte de esta categoría.
Los dos rompecabezas que se muestran en la imagen son especialmente buenos para las reuniones sociales, ya que parecen ser muy fáciles de desmontar, pero en realidad muchas personas no pueden resolver estos rompecabezas.
El problema aquí radica en la forma de las piezas que se entrelazan cuando las superficies de contacto se estrechan. Cada pieza tiene dos conicidades opuestas inclinadas que se acoplan con las dos piezas contiguas de manera que la pieza no se puede retirar en cualquier dirección. Y por lo tanto sólo pueden ser quitadas en una dirección del espacio. Averiguar cual es la dirección es el misterio del rompecabezas.
Las cajas llamadas cajas secretas o cajas rompecabezas con mecanismos secretos de aperturan se incluyen en esta categoría. Estas cajas son muy populares en Japón.
Estos cofres contienen mecanismos de apertura más o menos complejos, generalmente invisibles que revelan un pequeño espacio hueco en la apertura. Hay una gran variedad de mecanismos de apertura, tales como paneles apenas visibles que necesitan ser desplazados, mecanismos de inclinación, cerraduras magnéticas, pasadores móviles que necesitan ser girados en una posición determinada e incluso cerraduras temporizadas en el que un objeto tiene que ser mantenido en una posición dada hasta que un líquido ha llenado un cierto recipiente.

### Rompecabezas de entrelazamiento

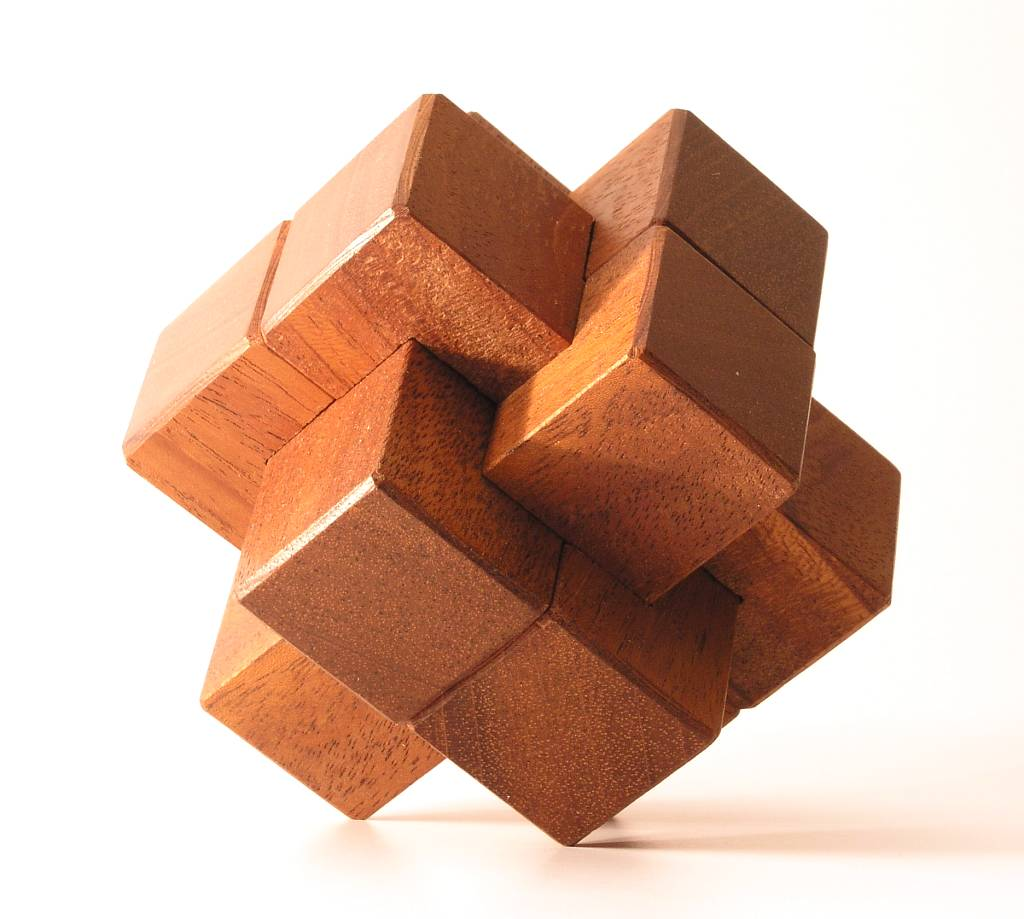
Nudo de madera chino

En un rompecabezas de entrelazamiento, una o más piezas mantienen el resto unidas, o las piezas son mutuamente autosostenibles. El objetivo es desmontar completamente y luego volver a montar el rompecabezas. Ejemplos de estos son los bien conocidos nudos de madera chinos.
Tanto el montaje como el desmontaje de este tipo de rompecabezas puede ser difícil y hay que tener en cuenta que, contrariamente a los rompecabezas de montaje, estos rompecabezas, por lo general no se derrumban fácilmente.
El nivel de dificultad de estos rompecabezas se evalúa habitualmente en términos del número de movimientos necesarios para eliminar la primera pieza del rompecabezas inicial.
La imagen muestra uno de los representantes más notorios de esta categoría, el nudo de madera chino. En esta versión en particular, diseñada por Bill Cutler, un conocido matemático que trabaja con rompecabezas de este tipo, se necesitan 5 movimientos antes de que la primera pieza pueda ser retirado del rompecabezas.

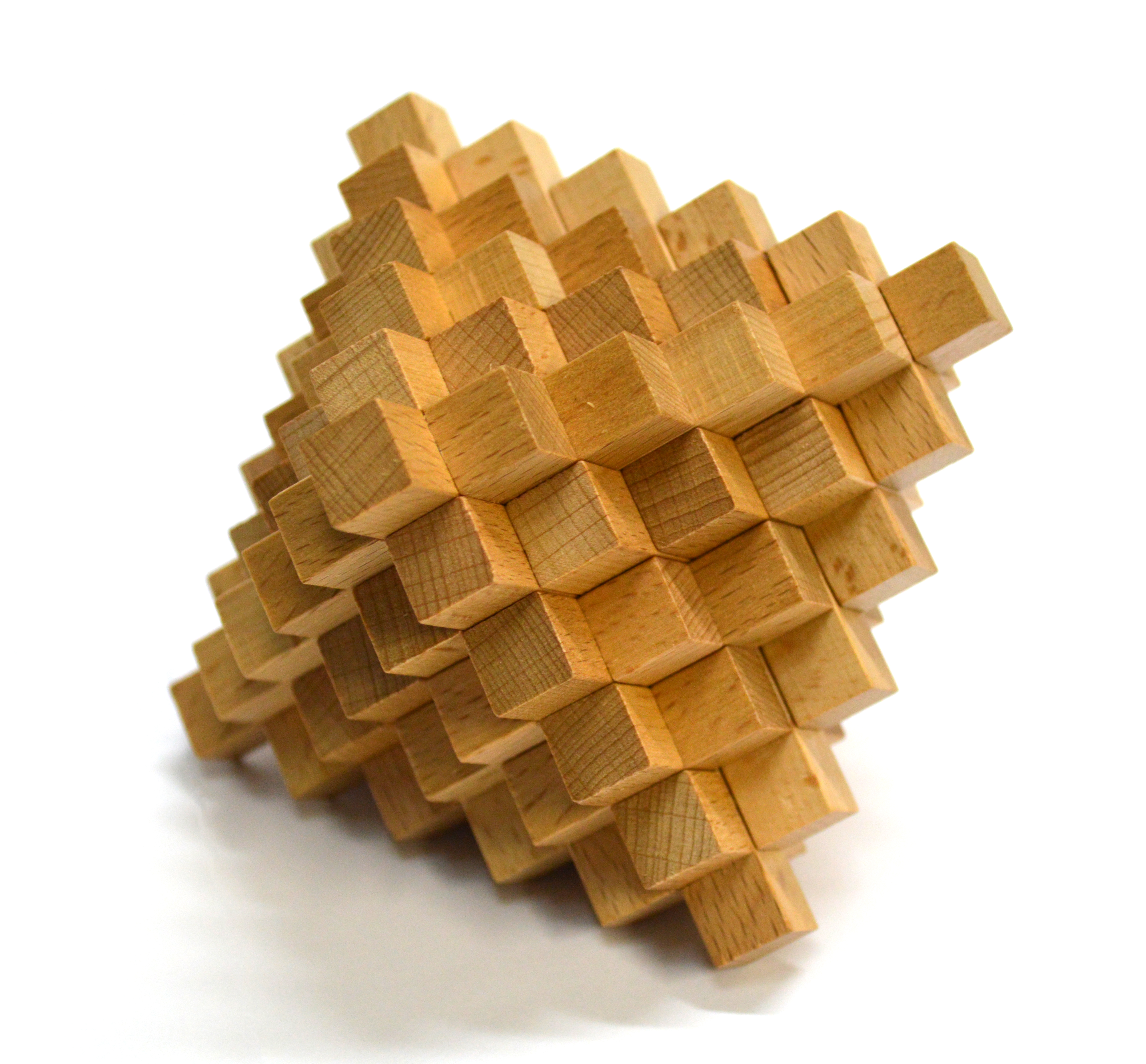
Pagoda de tamaño 5, con 51 piezas (hecho por Philippe Dubois).

La historia conocida de estos rompecabezas se remonta a principios del siglo XVIII. En 1803 un catálogo de rompecabezas de un tal "Bastelmeier" (probablemente Bestelmeyer) contenía dos rompecabezas de este tipo. El Libro Puzzles Old & New (1893), del Professor Hoffmann (pseudónimo de Angelo Lewis), también contenía dos entradas de rompecabezas de entrelazamiento.
A principios del siglo XIX los japoneses se apoderaron del mercado de estos rompecabezas. Desarrollaron multitud de juegos de todo tipo de formas diferentes - de animales, casas y otros objetos - mientras que el desarrollo en el mundo occidental giraba principalmente en torno a formas geométricas.
Con la ayuda de ordenadores, se ha podido analizar grupos completos de partidas de entrelazamiento. Este proceso fue iniciado por Bill Cutler con su análisis de todos los nudos de madera chinos. De octubre de 1987 a agosto de 1990 se analizaron las 35.657.131.235 (35 mil millones) variaciones diferentes de los nudos de madera chinos analizados. Los cálculos fueron realizados por varios equipos de la época en paralelo todos trabajando a la vez y el total de tiempo invertido entre todos los equipos sumó un montante de 62,5 años de cálculo.
Con formas diferentes de los nudos chinos el nivel de dificultad puede alcanzar grados de hasta 100 movimientos antes de que la primera pieza pueda ser retirada del rompecabezas, dificultad a una escala tal, que los seres humanos tendrían dificultades para comprender. El pico de este desarrollo es un rompecabezas en el que la adición de unas pocas piezas duplica el número de movimientos que hay que hacer antes de que la primera pieza pueda ser retirada del rompecabezas.

## Otros rompecabezas mecánicos notables
- Baguenaudier: también conocido como los anillos chinos, La Suspensión de Cardano, Los Anillos de Cardano, La Aguja del diablo o El rompecabezas de los cinco pilares.
- El erizo en la caja: Rompecabezas mecánico popular en la República Checa.